# سيث جورج
سيث جورج (بالإنجليزية: Seth George) (30 مارس 1976 بميسيون فيجو في الولايات المتحدة - ) هو لاعب كرة قدم أمريكي في مركز الهجوم. لعب مع شيكاغو فاير ولوس أنجلوس غلاكسي وTSV 1860 Munich II ‏ وOrange County Blue Star ‏ وGeneration Adidas ‏.

## وصلات خارجية
- سيث جورج على موقع الدوري الأمريكي (الإنجليزية)
- سيث جورج على موقع قاعدة بيانات كرة القدم.إي يو (الإنجليزية)